# Distretto di Mihalıççık
Il distretto di Mihalıçcık (in turco Mihalıçcık ilçesi) è uno dei distretti della provincia di Eskişehir, in Turchia.